# Stefano Zanini
Stefano Zanini, född den 23 januari 1969 i Varese, är en italiensk före detta landsvägscyklist som var professionell ffrån 1991 till 2007. Hans främsta segrar är Amstel Gold Race 1996, Milano–Torino 1995, Paris–Bryssel 1998, sista etappen (spurten på Champs-Élysées) i Tour de France 2000 och två etapper i Giro d'Italia. Andra framgångar som är nämnvärda är andraplatsen i Flandern runt 1998 och tredjeplatsen i Milano–Sanremo 1995. Efter karriären har han arbetat som sportdirektör – sedan 2013 för Astana (2024).

## Meriter
| 1992 Vinnare av Coppa Sabatini Vinnare av etapp 5 i Giro di Puglia Vinnare av etapp 7 i Volta a Portugal 2:a i Giro dell'Etna 5:a i Giro di Campania 1993 5:a i Coppa Sabatini 5:a i Trofeo Melinda 1994 Vinnare av etapp 22 i Giro d'Italia Vinnare av Giro dell'Etna 2:a i Monte Carlo–Alassio 3:a i Tre Valli Varesine 4:a i Milano–Sanremo 6:a i Giro del Piemonte 10:a totalt i Tirreno–Adriatico Vinnare av etapp 5 1995 Vinnare av Milano–Torino Vinnare av Coppa Bernocchi Vinnare av etapp 7 i Tirreno–Adriatico 2:a i Giro del Piemonte 2:a i Trofeo Laigueglia 2:a i Monte Carlo–Alassio 2:a i Japan Cup 3:a i Milano–Sanremo 5:a i Giro di Lombardia 9:a i Rund um den Henninger Turm 10:a i UCI World Cup | 1996 Vinnare av Amstel Gold Race Vinnare av etapp 3 i Baskien runt Vinnare av etapp 5a Setmana Catalana de Ciclisme 2:a i Milano–Torino 4:a i Paris–Roubaix 5:a i UCI World Cup 5:a i Milano–Sanremo 5:a i Giro dell'Etna 5:a i GP Industria & Artigianato di Larciano 1997 Vinnare av Gran Premio Bruno Beghelli Vinnare av etapperna 3 och 5a i Baskien runt 2:a i Coppa Bernocchi 8:a i Milano–Torino 1998 Vinnare av Paris–Bryssel Vinnare av Gran Premio Bruno Beghelli Vinnare av etapp 3a i Driedaagse van De Panne-Koksijde 2:a i Ronde van Vlaanderen 4:a i UCI World Cup 4:a i Milano–Sanremo 4:a i Paris–Tours 8:a i Breitling Grand Prix (med Daniele Nardello) 10:a i Coppa Bernocchi 1999 Vinnare av etapp 5a i Volta a la Comunitat Valenciana | 2000 Vinnare av etapp 21 i Tour de France Vinnare av etapp 10 i Tour de Suisse Vinnare av etapp 3 i Baskien runt 5:a i Paris–Roubaix 10:a i Kuurne–Bryssel–Kuurne 2001 Vinnare av etapp 7 i Giro d'Italia Vinnare av etapp 2 i Baskien runt Vinnare av etapp 2 i Giro della Liguria Vinnare av etapp 1 i Slovenien runt 5:a i Gran Premio Bruno Beghelli 8:a i Giro della Provincia di Siracusa 2002 2:a totalt i Driedaagse van De Panne-Koksijde Vinnare av poängtävlingen Vinnare av etapp 1 2003 Vinnare av US Pro Championship 5:a i Firenze–Pistoia 7:a i Paris–Tours 8:a i Giro del Piemonte 9:a i HEW Cyclassics 2004 Vinnare av etapp 1 i Tour of Britain 5:a i Coppa Bernocchi 2005 Vinnare av intergirotävlingen i Giro d'Italia |